# Leonel Alves
Leonel Felipe Alves Alves (* 28. September 1993) ist ein andorranischer Fußballspieler.

## Verein
Der Mittelfeldspieler stand bisher bei UE Santa Coloma, FC Andorra, FC Encamp und UE Sant Julià unter Vertrag. Seit 2019 spielt er für FS La Massana.

## Nationalmannschaft
Alves bestritt für die U-21 von Andorra 15 Spiele. Sein Debüt für die A-Nationalmannschaft gab er am 26. März 2014 gegen Indonesien, als er in der 59. Minute für Iván Lorenzo eingewechselt wurde, das Spiel verlor Andorra mit 0:1.